# 佩里敦 (阿肯色州)
佩里敦（英語：Perrytown）是一個位於美國阿肯色州亨普斯特德縣的市鎮。

## 地理
佩里敦的座標為33°41′55″N 93°32′07″W / 33.69861°N 93.53528°W，而該地的平均海拔高度為94米（即308英尺）。

## 人口
根據2020年美國人口普查的數據，佩里敦的面積為3.65平方千米，當中陸地面積為3.62平方千米，而水域面積為0.03平方千米。當地共有人口232人，而人口密度為每平方千米63人。